# Sébastien Grosjean
Sébastien René Grosjean (Marseille, 1978. május 29. –) francia hivatásos teniszező. Karrierje során 4 egyéni és 5 páros ATP tornagyőzelmet aratott. Négyszer jutott be Grand Slam-elődöntőbe, 2001-ben az Australian Openen és a Roland Garroson, 2003-ban és 2004-ben Wimbledonban, de döntőbe nem tudott jutni. 2001-ben hozzásegítette Franciaországot a Davis-kupa megnyeréséhez. Ebben az évben bejutott a Tennis Masters Cup döntőjébe is, ahol Lleyton Hewitt ellen szenvedett vereséget.

## ATP döntői

### Egyéni

#### Győzelmek (4)
| Tornagyőzelmek (egyéni) |
| Grand Slam (0)          |
| Tennis Masters Cup (0)  |
| ATP Masters Series (1)  |
| ATP Tour (3)            |

| No. | Dátum             | Helyszín                       | Borítás     | Ellenfél a döntőben   | Eredmény a döntőben |
| 1.  | 2000, június 25.  | Nottingham, Egyesült Királyság | Fű          | Byron Black           | 7–6, 6–3            |
| 2.  | 2001, november 4. | Párizs, Franciaország          | Szőnyeg (f) | Jevgenyij Kafelnyikov | 7–6, 6–1, 6–7, 6–4  |
| 3.  | 2002, október 27. | Szentpétervár, Oroszország     | Kemény      | Mihail Juzsnij        | 7–5, 6–4            |
| 4.  | 2007, október 28. | Lyon, Franciaország            | Szőnyeg (f) | Marc Gicquel          | 7–6(5), 6–4         |

#### Elvesztett döntői (9)
| No. | Dátum              | Helyszín                                 | Borítás    | Ellenfél a döntőben   | Eredmény a döntőben |
| 1.  | 1999, március 29.  | Miami, Egyesült Államok                  | Kemény     | Richard Krajicek      | 6–4, 1–6, 2–6, 5–7  |
| 2.  | 1999, május 3.     | Atlanta, Egyesült Államok                | Salak      | Stefan Koubek         | 1–6, 2–6            |
| 3.  | 2000, április 17.  | Casablanca, Marokkó                      | Salak      | Fernando Vicente      | 4–6, 6–4, 6–7       |
| 4.  | 2001, február 19.  | Marseille, Franciaország                 | Kemény (f) | Jevgenyij Kafelnyikov | 6–7, 2–6            |
| 5.  | 2001, november 12. | Tennis Masters Cup, Sydney, Ausztrália   | Kemény (f) | Lleyton Hewitt        | 3–6, 3–6, 4–6       |
| 6.  | 2003, június 16.   | Queen's Club, London, Egyesült Királyság | Fű         | Andy Roddick          | 3–6, 3–6            |
| 7.  | 2003, október 6.   | Tokió, Japán                             | Kemény     | Rainer Schüttler      | 6–7, 2–6            |
| 8.  | 2004, június 14.   | Queen's Club, London, Egyesült Királyság | Fű         | Andy Roddick          | 6–7, 4–6            |
| 9.  | 2005, április 25.  | Houston, Egyesült Államok                | Salak      | Andy Roddick          | 2–6, 2–6            |

### Páros

#### Győzelmek (5)
| No. | Dátum             | Helyszín                       | Borítás | Partner            | Ellenfelei a döntőben           | Eredmény a döntőben |
| 1.  | 2000, április 10. | Casablanca, Marokkó            | Salak   | Arnaud Clément     | Lars Burgsmüller Andrew Painter | 7–6 (4), 6–4        |
| 2.  | 2002, július 22.  | Los Angeles, Egyesült Államok  | Kemény  | Nicolas Kiefer     | Justin Gimelstob Michaël Llodra | 6–4, 6–4            |
| 3.  | 2003, február 10. | Marseille, Franciaország       | Kemény  | Fabrice Santoro    | Tomáš Cibulec Pavel Vízner      | 6–1, 6–4            |
| 4.  | 2004, március 8.  | Indian Wells, Egyesült Államok | Kemény  | Arnaud Clément     | Wayne Black Kevin Ullyett       | 6–3, 4–6, 7–5       |
| 5.  | 2007, október 22. | Lyon, Franciaország            | Kemény  | Jo-Wilfried Tsonga | Łukasz Kubot Lovro Zovko        | 6–4, 6–3            |